# Rigny (Indre-et-Loire)
Pour les articles homonymes, voir Rigny (homonymie).
Rigny est une ancienne paroisse d'Indre-et-Loire. 

## Histoire
La paroisse de Rigny a fusionné en 1860 avec Ussé pour former la commune de Rigny-Ussé.

## Culte

### Les prêtres de Rigny
| Prénoms    | Noms        | de   | à    |
| ---------- | ----------- | ---- | ---- |
| Inconnu    | Anneul      | 1510 | 1524 |
| Jean       | Thibault    | 1524 | 1560 |
| Inconnu    | de Cap      | 1560 | 1580 |
| Pierre     | Chesnin     | 1580 | 1630 |
| Nicolas    | Binet       | 1630 | 1658 |
| André      | Beullé      | 1658 | 1673 |
| Martineau  | Thibault    | 1673 | 1692 |
| Guillaume  | Drouin      | 1692 | 1693 |
| Nicolas    | Raguin      | 1693 | 1727 |
| Urbain     | Courtillier | 1727 | 1751 |
| Louis      | Ridet       | 1751 | 1772 |
| Claude     | Ridet       | 1772 | 1807 |
| Joseph     | Aarvers     | 1807 | 1819 |
| Charles    | Boutelou    | 1819 | 1822 |
| Christophe | Portal      | 1822 | 1827 |
| Louis      | Soutif      | 1827 | 1828 |
| Jean       | Bourreau    | 1828 | 1832 |
| Louis      | Plouzeau    | 1832 | 1838 |
| Zéphyrin   | Billard     | 1838 | 1853 |
| Léon       | Ruzet       | 1853 | 1870 |

## Sources

## Compléments